# Thảm sát Chợ Giữa

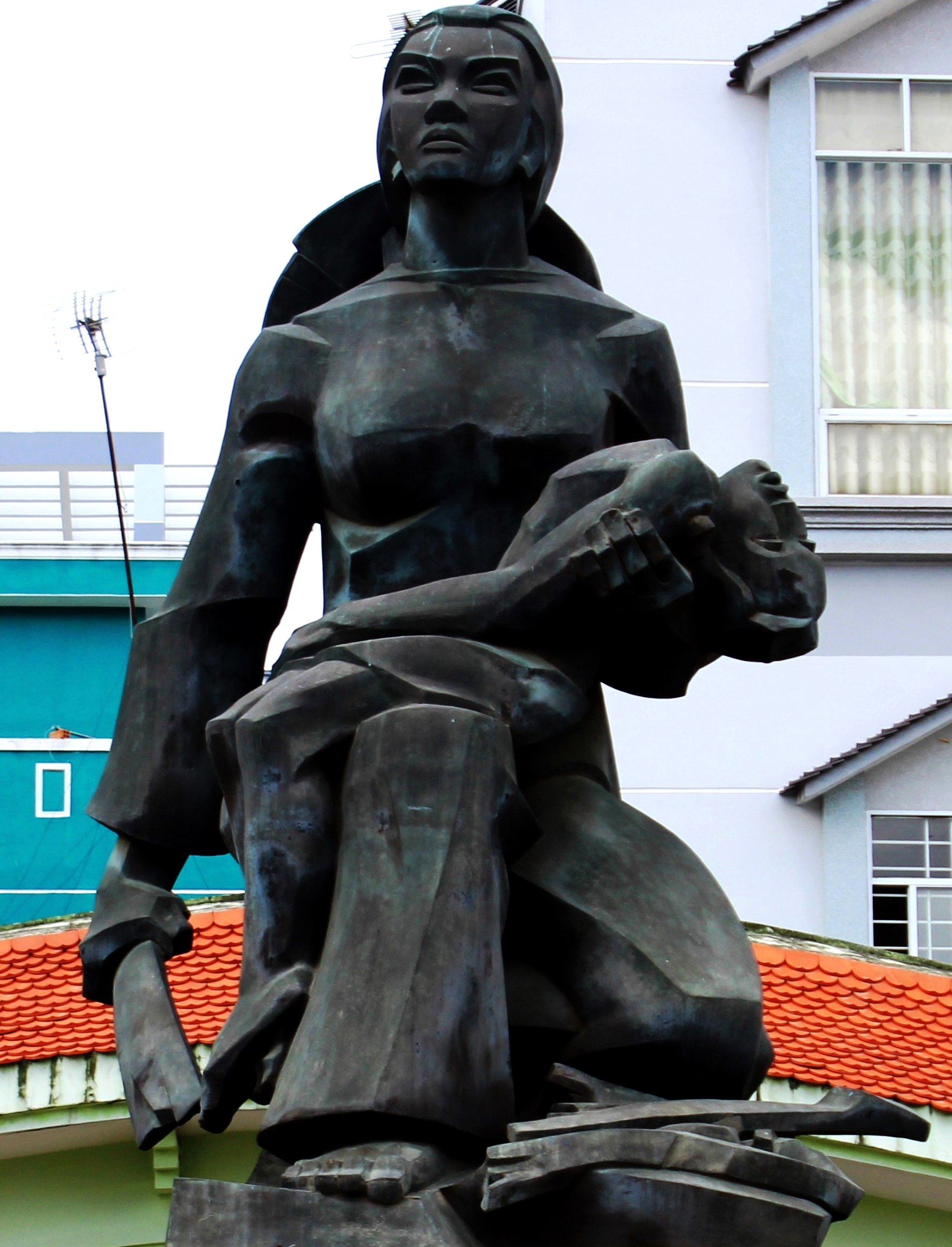
Tượng đài Căm thù ở chợ Giữa, Tiền Giang

Thảm sát Chợ Giữa là một vụ thảm sát gây ra bởi Quân đội Pháp tại chợ Giữa, thuộc làng Vĩnh Kim, tổng Thuận Bình, quận Châu Thành, tỉnh Mỹ Tho (nay thuộc xã Vĩnh Kim, huyện Châu Thành, tỉnh Tiền Giang cuối năm 1940. Vụ thảm sát xảy ra lúc 7 giờ sáng ngày 3 tháng 12 năm 1940 khiến cho 200 người dân vô tội trong đó đa số là người già, phụ nữ. Từ ngày ngày 3 - 6 tháng 12 năm 1940, tổng cộng Quân đội Pháp đã bắt sống 2.900 dân thường vô tội, hàng trăm người bị Quân đội Pháp xử tử, hàng trăm người khác bị đày tại Côn Đảo.

## Bối cảnh
Đêm 22 rạng sáng 23 tháng 11 năm 1940, cuộc khởi nghĩa Nam Kỳ bùng nổ với quy mô lớn, trải khắp 18 tỉnh từ Biên Hòa đến Cà Mau. Quy mô lớn nhất tại tỉnh Mỹ Tho, với 54 xã bị nghĩa quân chiếm giữ. Tại đây, chính quyền cách mạng cũng giữ được trong thời gian lâu nhất: 49 ngày. 
Tuy nhiên, sau thời gian ngắn bị bất ngờ, chính quyền thực dân Pháp nhanh chóng thực hiện các biện pháp trấn áp, kể cả dùng máy bay dội bom xuống làng mạc, thôn xóm. Do quy mô của cuộc khởi nghĩa ở Mỹ Tho, các chỉ huy Pháp cho rằng cơ quan chỉ huy của cuộc khởi nghĩa đóng tại khu vực làng Vĩnh Kim và cho tiến hành những biện pháp trấn áp tàn khốc.

## Diễn biến
Lúc 7 giờ sáng ngày 3 tháng 12 năm 1940, Không quân Pháp tổ chức ném bom vào khu vực Chợ Giữa, ngay lập tức giết hại 200 người dân vô tội trong đó đa số là người già, phụ nữ. Sau khi ném bom Quân đội Pháp xua quân lính bao vây chợ, bắt sống những người chưa chết và kéo xác những người đã chết ném xuống hố bom không cho thân nhân, gia đình người bị nạn đem xác về chôn. Quân đội Pháp đã chôn sống nhiều người bị thương. Nhiều người đi ghe thuyền trên sông cũng bị lính Pháp bắn bỏ. Theo báo cáo của Tỉnh trưởng người Pháp tên là Dufous từ ngày 3 đến 5 tháng 12 năm 1940, Quân đội Pháp đã bắt sống 2.900 người khác. Trong 2.900 người đó, hàng trăm người bị xử tử ngay lập tức, hàng trăm người khác bị lưu đày tại Côn Đảo.

## Hình ảnh

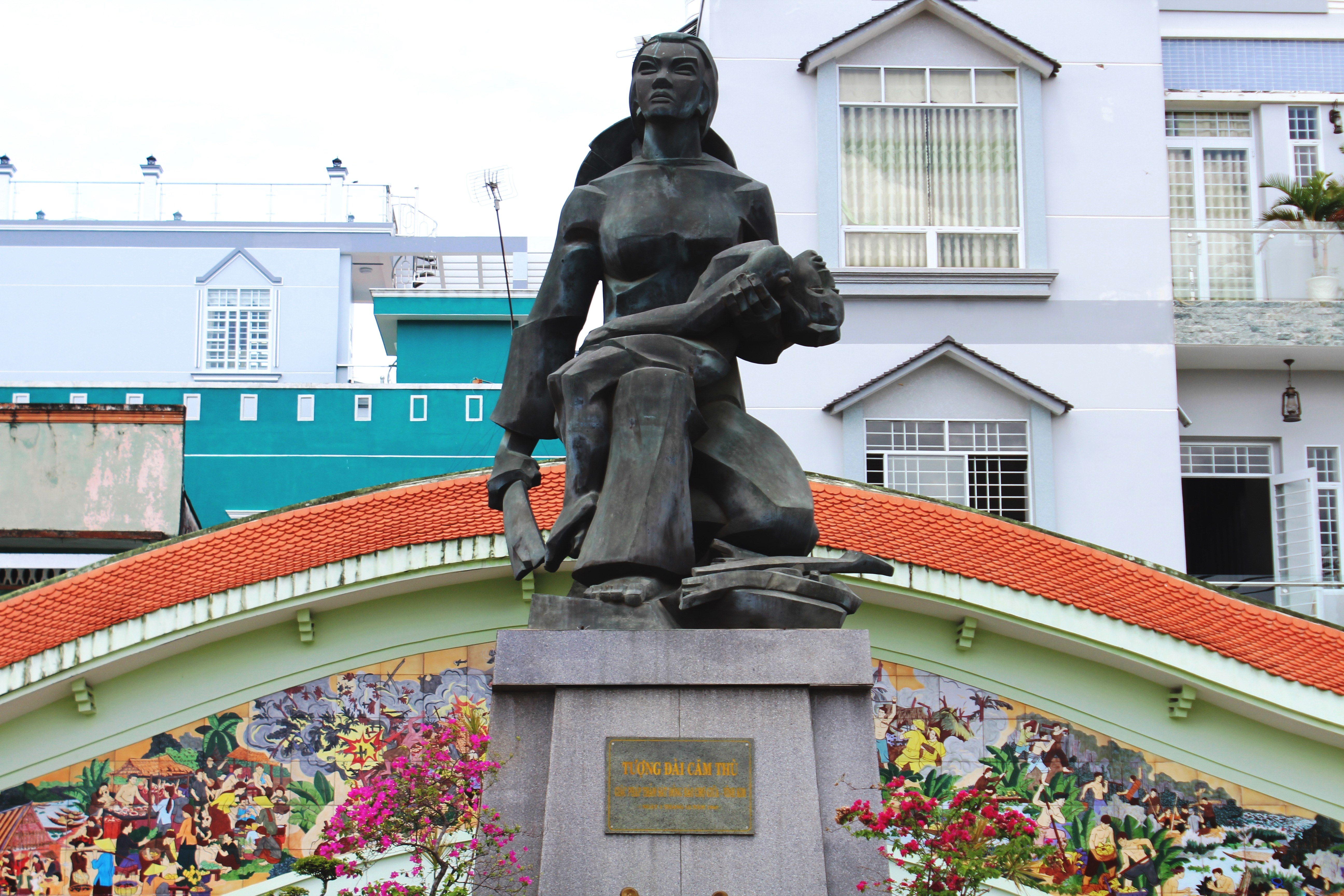
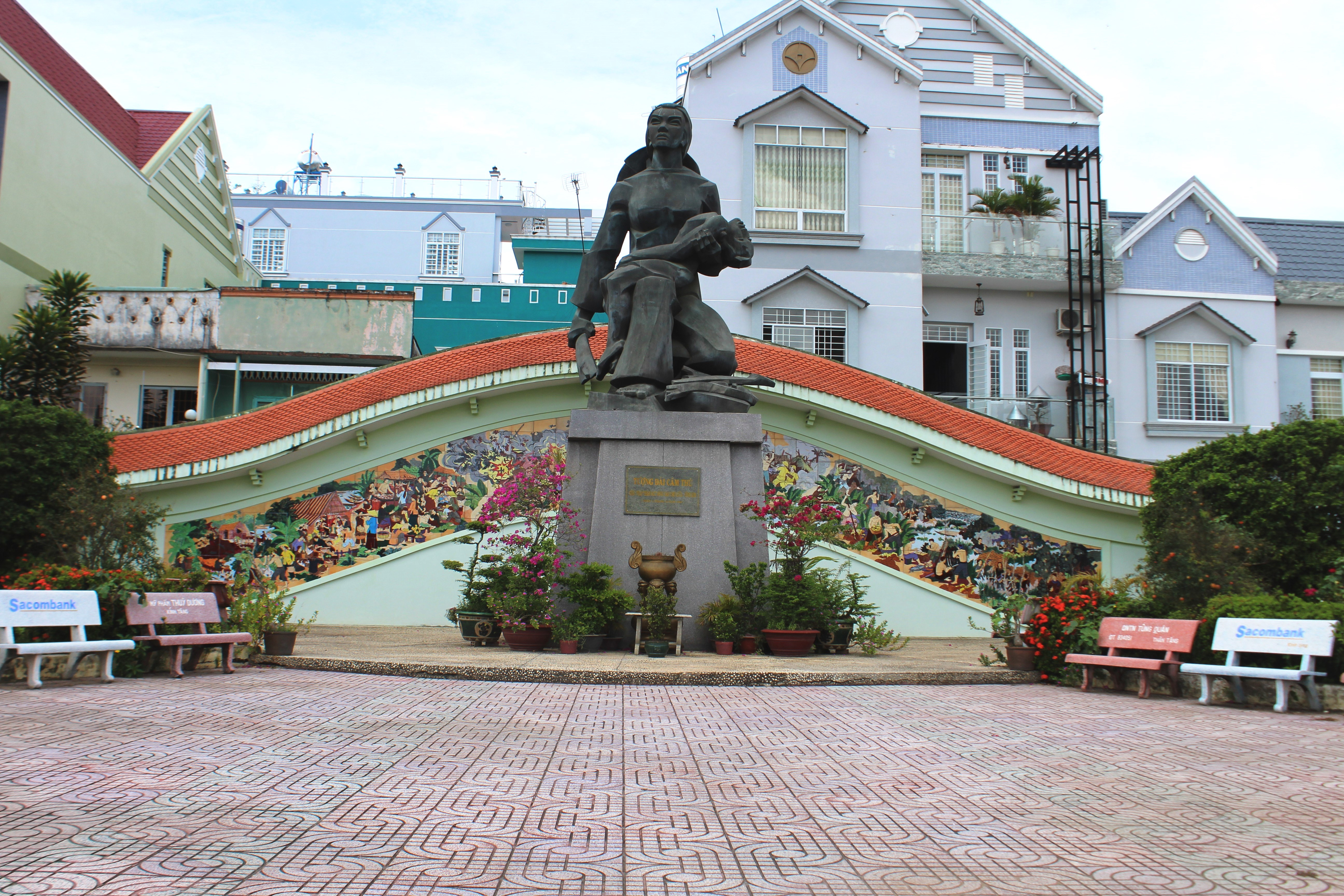
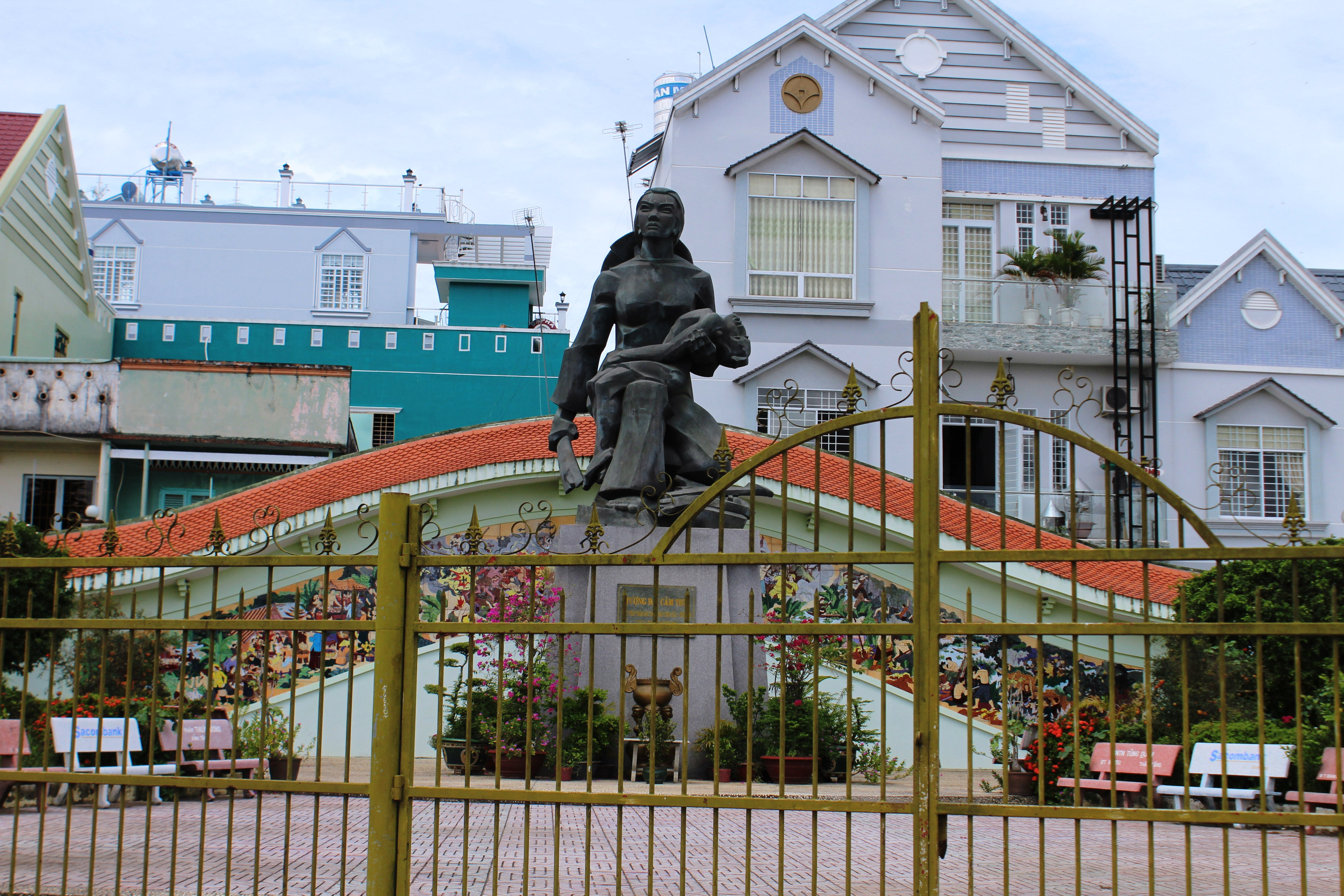